# Яшкинский район
Я́шкинский райо́н — административно-территориальная единица (район) в Кемеровской области России и одноимённое бывшее муниципальное образование (муниципальный район, преобразованный в 2019 году в муниципальный округ).
Административный центр — посёлок городского типа Яшкино.

## География
Район расположен в северной части области. Занимает площадь 3,5 тыс. км². Расстояние до областного центра — 83 км. Около 60 % территории покрыто лесами. Основные водные артерии — реки Томь и Яя.

## История
Большинство населённых пунктов района основаны во второй половине XVII века томскими казаками.
В Российской империи и в первые годы советской власти территория входила в состав Томской губернии. Постановлением Президиума Томского Губисполкома 4 сентября 1924 года был образован Тайгинский район. После ликвидации губерний район с 25 мая 1925 года вошёл в состав Томского округа Сибирского края. Постановлением ВЦИК от 20 июня 1930 года Тайгинский район был упразднён: Борисовский, Бородавский, Ботиновский и Таловский сельсоветы были переданы в состав Судженского района, а из остальных сельсоветов был образован новый Яшкинский район. 30 июля 1930 года округа были упразднены, а Сибирский край был разделён на западную и восточную части; район оказался в составе Западно-Сибирского края.
Постановлением ВЦИК от 20 февраля 1931 года центр района был перенесён в город Тайга, а район опять был переименован в Тайгинский. Постановлением ВЦИК от 2 марта 1932 года Борисовский, Бородавский, Вотиновский и Таловский сельсоветы были переданы в состав Тайгинского района. 20 января 1936 года в Барзасский район были переданы город Борисовский и Вотиновский сельсовет.
28 сентября 1937 года Западно-Сибирский край был упразднён, и район оказался в составе новой Новосибирской области. 7 февраля 1939 года Ново-Романовский и Больше-Ямский сельсоветы были переданы в Юргинский район. Указом Президиума Верховного Совета РСФСР от 26 марта 1940 года районные власти были переведены в рабочий посёлок Яшкино, и район был вновь переименован из Тайгинского в Яшкинский. 26 января 1943 года была образована Кемеровская область, и район был передан в её состав.
В соответствии с указом Президиума Верховного Совета РСФСР от 1 февраля 1963 года «Об укрупнении районов, образовании промышленных районов и изменении подчинённости районов и городов Кемеровской области» Яшкинский район был упразднён, а входившие в его состав сельсоветы были переданы в состав Юргинского района; рабочий посёлок Яшкино перешёл в подчинение Юргинского горсовета. Указом Президиума Верховного Совета РСФСР от 11 января 1965 года «Об изменениях в административно-территориальном делении Кемеровской области» Яшкинский район был образован вновь.
В 1970-х годах в районе планировалось построить город Тутальск.
В августе-сентябре 2019 года Яшкинский муниципальный район был упразднён, а все входившие в его состав поселения были преобразованы путём объединения в Яшкинский муниципальный округ.
Яшкинский административный район как административно-территориальная единица области сохраняет свой статус.

## Население
| 2002    | 2009    | 2010    | 2011    | 2012    | 2013    | 2014    | 2015    | 2016    |
| ------- | ------- | ------- | ------- | ------- | ------- | ------- | ------- | ------- |
| 34 131  | ↘31 824 | ↘30 856 | ↘30 831 | ↘30 390 | ↘29 997 | ↘29 492 | ↘29 045 | ↘28 702 |
| 2017    | 2018    | 2019    | 2020    | 2021    | 2025    |         |         |         |
| ↘28 248 | ↘27 772 | ↘27 314 | ↘27 047 | ↘26 579 | ↘25 792 |         |         |         |

### Урбанизация
В городских условиях (пгт Яшкино) проживают 50,24 % населения района.

## Административно-муниципальное устройство
В рамках административно-территориального устройства области Яшкинский административный район включает 1 посёлок городского типа районного подчинения (составляющий одноимённое городское поселение) и 10 сельских территорий (границы которых совпадают с одноимёнными сельскими поселениями соответствующего муниципального района).
В рамках муниципального устройства Яшкинский муниципальный район с 2006 до 2019 гг. включал 11 муниципальных образований, в том числе 1 городское и 10 сельских поселений:
| №  | Муниципальное образование         | Административный центр    | Количество населённых пунктов | Население (чел.) | Площадь (км²) |
| -- | --------------------------------- | ------------------------- | ----------------------------- | ---------------- | ------------- |
| 1  | Яшкинское городское поселение     | пгт Яшкино                | 1                             | ↘13 489          | 107,65        |
| 2  | Акациевское сельское поселение    | посёлок Акация            | 5                             | ↘1413            | 287,59        |
| 3  | Дубровское сельское поселение     | посёлок Яшкинский         | 6                             | ↘1724            | 698,07        |
| 4  | Колмогоровское сельское поселение | село Колмогорово          | 2                             | ↘1463            | 239,90        |
| 5  | Ленинское сельское поселение      | посёлок Ленинский         | 9                             | ↘1274            | 310,29        |
| 6  | Литвиновское сельское поселение   | посёлок станции Литвиново | 7                             | ↘2280            | 296,22        |
| 7  | Пачинское сельское поселение      | село Пача                 | 5                             | ↘1516            | 319,38        |
| 8  | Пашковское сельское поселение     | село Пашково              | 4                             | ↘930             | 582,39        |
| 9  | Поломошинское сельское поселение  | село Поломошное           | 6                             | ↘2205            | 127,73        |
| 10 | Таловское сельское поселение      | село Таловка              | 5                             | ↘403             | 418,38        |
| 11 | Шахтёрское сельское поселение     | посёлок Шахтёр            | 3                             | ↘617             | 96,20         |

## Населённые пункты
В Яшкинский район входят 50 населённых пункта, в том числе 1 городской (пгт) и 49 сельских населённых пункта.
| №  | Населённый пункт     | Тип населённого пункта | Население | Бывшее муниципальное образование |
| -- | -------------------- | ---------------------- | --------- | -------------------------------- |
| 1  | Яшкино               | пгт                    | ↘12 957   | Яшкинское                        |
| 2  | Акация               | посёлок                | 906       | Акациевское                      |
| 3  | Балахнино            | деревня                | 93        | Литвиновское                     |
| 4  | Ботьево              | деревня                | 543       | Дубровское                       |
| 5  | Верх-Иткара          | деревня                | 0         | Ленинское                        |
| 6  | Власково             | деревня                | 287       | Акациевское                      |
| 7  | Дауровка             | деревня                | 44        | Ленинское                        |
| 8  | Дубровка             | посёлок                | 411       | Дубровское                       |
| 9  | Зырянка              | деревня                | 389       | Акациевское                      |
| 10 | Иткара               | деревня                | 42        | Ленинское                        |
| 11 | Каленово             | деревня                | 44        | Литвиновское                     |
| 12 | Каменный Брод        | деревня                | 2         | Таловское                        |
| 13 | Клинцовка            | деревня                | 1         | Таловское                        |
| 14 | Колмогорово          | село                   | 1582      | Колмогоровское                   |
| 15 | Корчуганово          | деревня                | 133       | Литвиновское                     |
| 16 | Косогорово           | село                   | 8         | Пашковское                       |
| 17 | Красносёлка          | село                   | 796       | Литвиновское                     |
| 18 | Крутовка             | деревня                | 6         | Таловское                        |
| 19 | Крылово              | деревня                | 2         | Акациевское                      |
| 20 | Кулаково             | деревня                | 139       | Ленинское                        |
| 21 | Ленинский            | посёлок                | 706       | Ленинское                        |
| 22 | Литвиново            | деревня                | 210       | Литвиновское                     |
| 23 | Литвиново            | посёлок станции        | 1356      | Литвиновское                     |
| 24 | Мелково              | деревня                | 61        | Пашковское                       |
| 25 | Миничево             | деревня                | 9         | Пачинское                        |
| 26 | Морковкино           | деревня                | 174       | Пачинское                        |
| 27 | Мохово               | село                   | 208       | Шахтёрское                       |
| 28 | Нижнеяшкино          | село                   | 265       | Пачинское                        |
| 29 | Нижняя Тайменка      | деревня                | 96        | Акациевское                      |
| 30 | Низовка              | деревня                | 1         | Таловское                        |
| 31 | Октябрьский          | посёлок                | 108       | Поломошинское                    |
| 32 | Осоавиахим           | посёлок                | 5         | Поломошинское                    |
| 33 | Пача                 | село                   | 1203      | Пачинское                        |
| 34 | Пашково              | село                   | 907       | Пашковское                       |
| 35 | Писаная              | деревня                | 6         | Колмогоровское                   |
| 36 | Поломошное           | село                   | 1684      | Поломошинское                    |
| 37 | Саломатово           | деревня                | 358       | Ленинское                        |
| 38 | Северная             | деревня                | 93        | Пашковское                       |
| 39 | Синеречка            | деревня                | 64        | Пачинское                        |
| 40 | Сланцевый Рудник     | посёлок                | 2         | Поломошинское                    |
| 41 | Сосновый Острог      | деревня                | 31        | Ленинское                        |
| 42 | Таловка              | село                   | 534       | Таловское                        |
| 43 | Тальменка            | посёлок станции        | 34        | Литвиновское                     |
| 44 | Тутальская           | станция                | 680       | Поломошинское                    |
| 45 | Тутальский Санаторий | посёлок                | 103       | Поломошинское                    |
| 46 | Усть-Сосновка        | деревня                | 25        | Ленинское                        |
| 47 | Хопкино              | посёлок станции        | 102       | Дубровское                       |
| 48 | Шахтёр               | посёлок                | 588       | Шахтёрское                       |
| 49 | Юрты-Константиновы   | деревня                | 103       | Ленинское                        |
| 50 | Яшкинский            | посёлок                | 993       | Дубровское                       |

### Упразднённые населённые пункты
- 2024 г — деревни Воскресенка и Нижнешубино, посёлок Трактовый

## Образование
Школы, детские сады, Яшкинский техникум технологии и механизации

## Экономика
С 1912 года действует Яшкинский цементный завод. В 1979 году был образован Яшкинский цементно-шиферный комбинат, в состав которого вошёл и цементный завод «Красный строитель».
Птицефабрика «Колмогоровский бройлер» производит мясо бройлерной птицы, Яшкинская птицефабрика (п Яшкинский) производит до 120 млн штук яиц в год.

## Достопримечательности
На территории района находится музей-заповедник «Томская писаница» и слабоминеральный источник Иткаринский водопад, Тутальские скалы.